# كومن (مؤسسة تعليمية)
معهد كومون للتعليم (باليابانية: 公文教育研究会
) هو شبكة تعليمية يابانية أسسها تورو كومون. يستخدم المعهد "طريقة كومون" لتدريس الرياضيات والقراءة، وخاصة للطلاب الصغار.

## التاريخ
أسس تورو كومون، وهو معلم ياباني، معهد كومون في يوليو 1958، عندما افتتح أول مركز كومون للرياضيات في موريجوتشي، أوساكا. قبل إنشاء امتياز كومون، كان كومون يدرس في مدرسة كوتشي الثانوية ومدرسة توسا الثانوية المتوسطة/العليا. مستوحى من تعليم ابنه تاكيشي، طور كومون منهجًا تعليميًا يركز على الحفظ التلقائي.
حصل معهد كومون على 63,000 طالبًا خلال السنوات الست عشرة الأولى. في عام 1974، نشر كومون كتابًا بعنوان "سر رياضيات كومون"، مما أدى إلى مضاعفة حجمه في العامين التاليين. افتتح كومون أول مواقعه في الولايات المتحدة في عام 1983، وبحلول عام 1985، وصل عدد طلاب كومون إلى 1.4 مليون طالب.
جذب كومون انتباهًا وطنيًا في الولايات المتحدة بعد تطبيقه في مدرسة سوميتون الابتدائية، في سوميتون، ألاباما. استمرت سوميتون في استخدام برنامج كومون حتى عام 2001.
في عام 2008، كان لدى كومون أكثر من 26,000 مركزًا حول العالم مع أكثر من 4 ملايين طالب مسجل. في عام 2018، كان هناك 410,000 طالب مسجل في 2,200 مركزًا في جميع أنحاء الولايات المتحدة.
في أمريكا الشمالية، بدأ كومون برنامج "كومون جونيور" في عام 2001، والذي يستهدف الأطفال من سن 2 إلى 5 سنوات.

## طريقة كومون
كومون هو برنامج إثرائي أو علاجي، حيث يقوم المدربون والمساعدون بتخصيص تعليمات محددة لكل طالب على حدة.
جميع برامج كومون تعتمد على الورقة والقلم، مع برنامج رقمي بدأ في عام 2023. تزداد صعوبة أوراق العمل تدريجيًا.
تقول عالمة النفس كاثي هيرش-باسيك إن استخدام هذه التقنيات للأطفال من سن 2 إلى 4 سنوات "لا يمنح طفلك أي ميزة". لوحظت دراسة واحدة نسبة عالية من الفعالية.